# Saint-Léger-sur-Dheune
Saint-Léger-sur-Dheune (Aussprache [sɛ̃ leʒe syʁ dœn]) ist eine französische Gemeinde mit 1554 Einwohnern (Stand 1. Januar 2022) im Département Saône-et-Loire in der Region Bourgogne-Franche-Comté. Die Bewohner werden Léodégariens und Léodégariennes genannt.

## Geografie

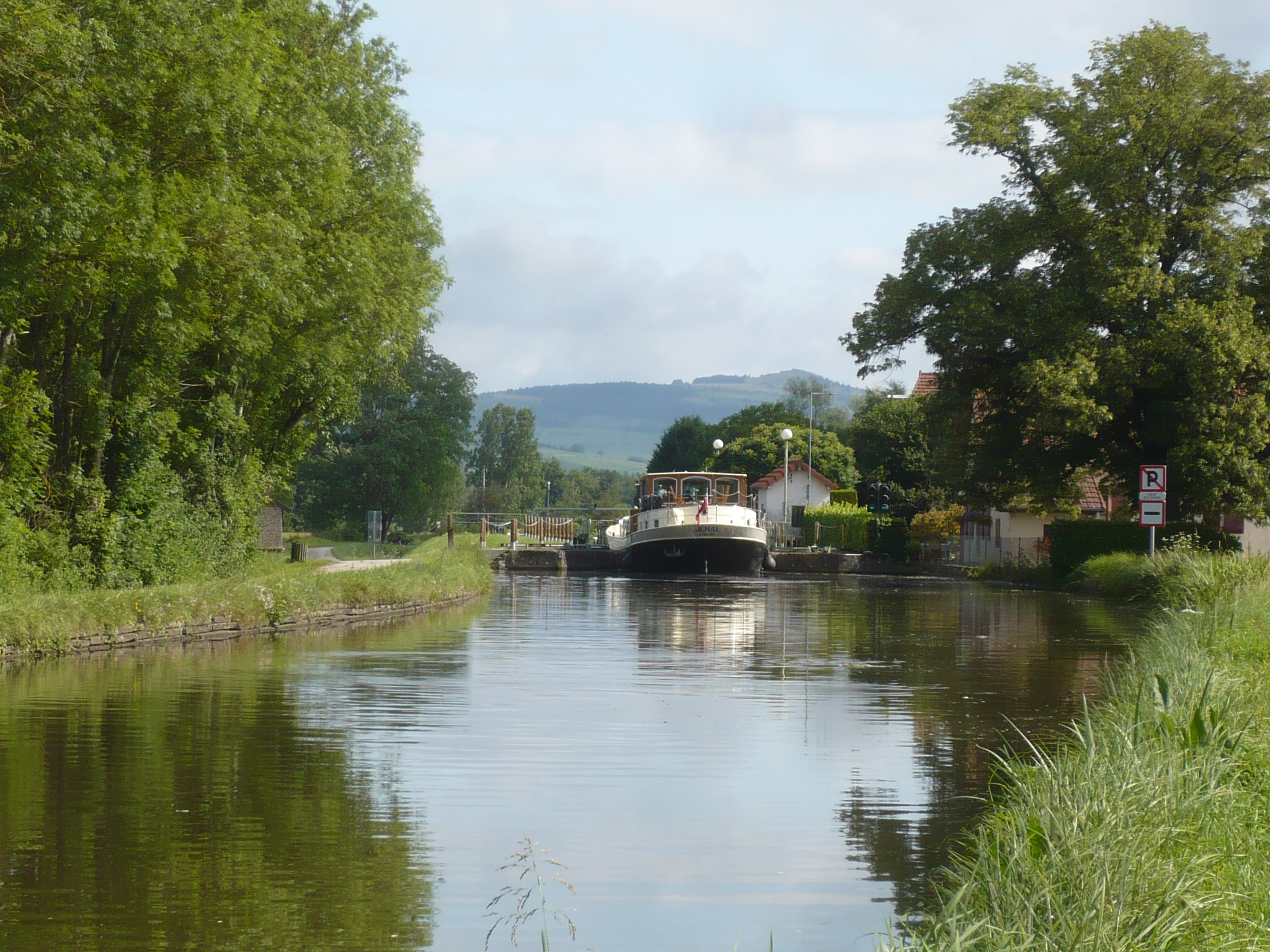
Canal du Centre mit Schleuse Nr. 20

Saint-Léger-sur-Dheune liegt etwa 18 Kilometer nordwestlich von Chalon-sur-Saône im Tal des Flusses Dheune sowie am parallel dazu verlaufenden Canal du Centre. Der schiffbare Kanal hat im Gemeindegebiet zwei Schleusen: südwestlich des Hauptorts Nr. 19 und nordöstlich davon Nr. 20.

## Geschichte
Im 19. Jahrhundert entwickelte sich Saint-Léger-sur-Dheune mit dem Bau des Canal du Centre von einer landwirtschaftlich geprägten Gemeinde zu einem Handelshafen. Dies ermöglichte ab der ersten Flutung des Kanals im Jahr 1793 lokale Produkte (z. B. Kohle und Kacheln) zu vermarkten. Ab 1867 kam ein Eisenbahnanschluss hinzu.
Heute spielen die Bodenschätze der Region keine Rolle mehr und der Kanal wird vor allem zur Sportschifffahrt genutzt.

### Bevölkerungsentwicklung
| Jahr      | 1768 | 1836 | 1891 | 1962 | 1968 | 1975 | 1982 | 1990 | 1999 | 2009 | 2020 |
| Einwohner | 915  | 1755 | 2395 | 1414 | 1439 | 1433 | 1459 | 1321 | 1461 | 1547 | 1600 |

## Sehenswürdigkeiten

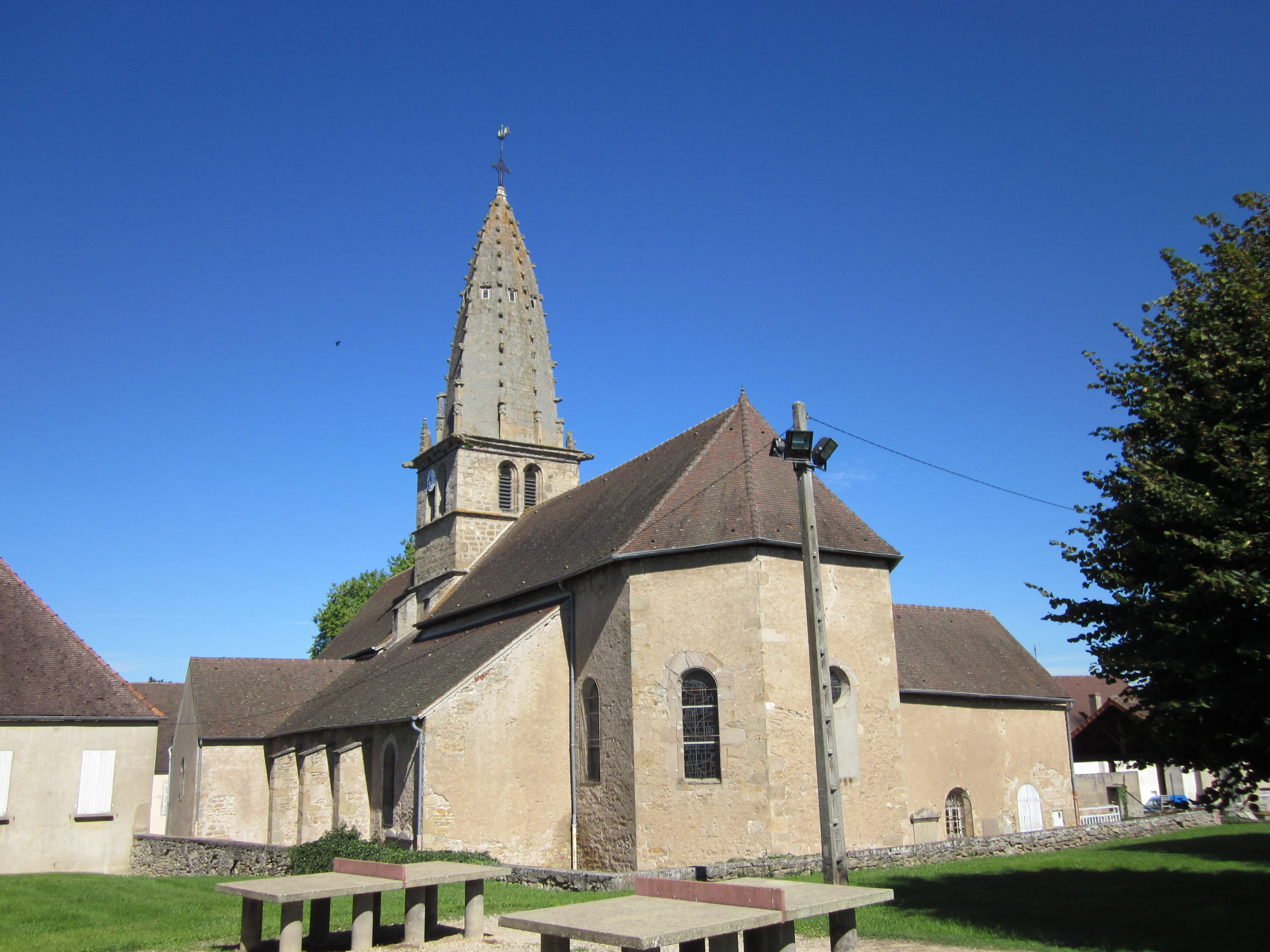
Romanische Kirche Saint-Léger

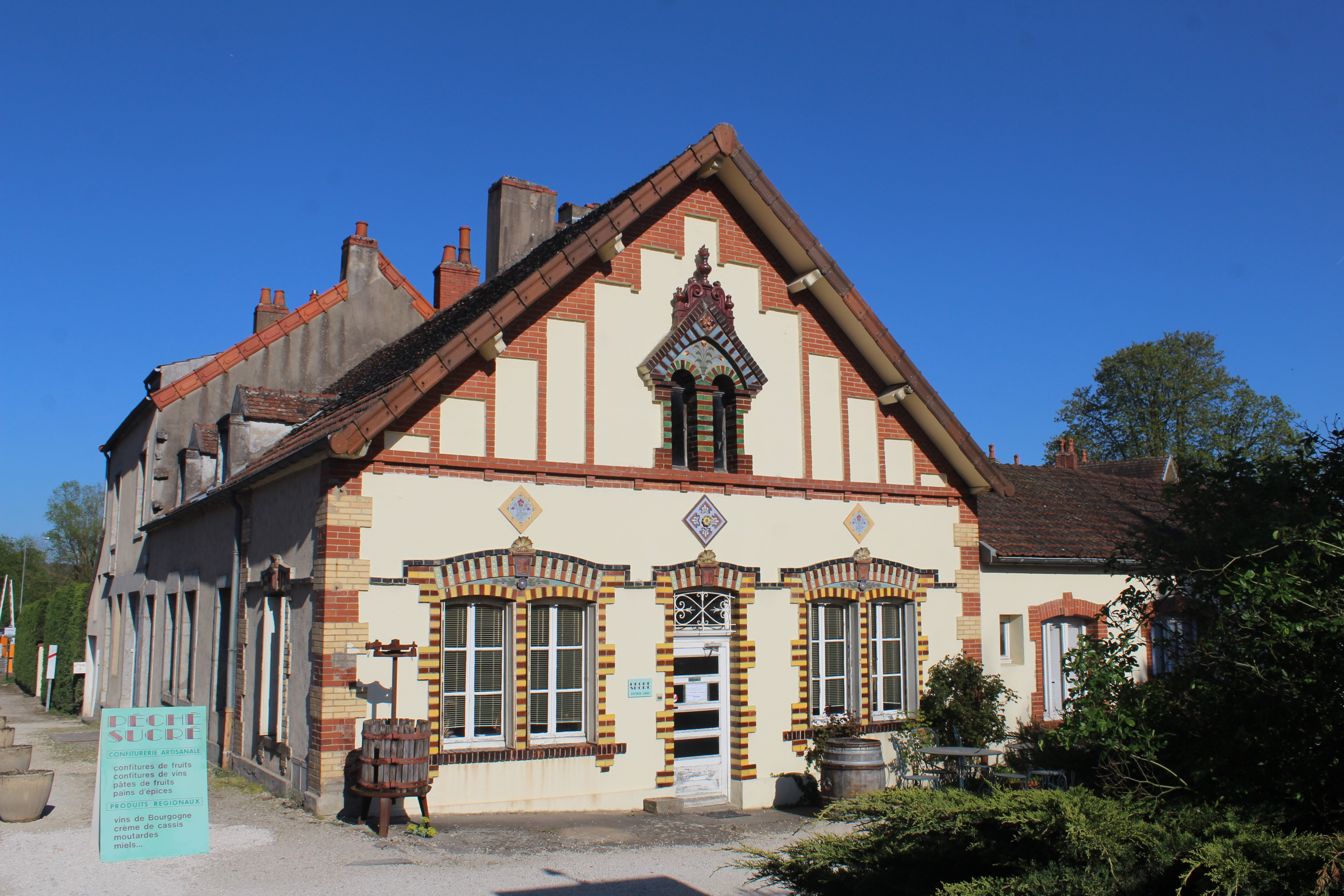
Ziegelei Perrusson-Desfontaines

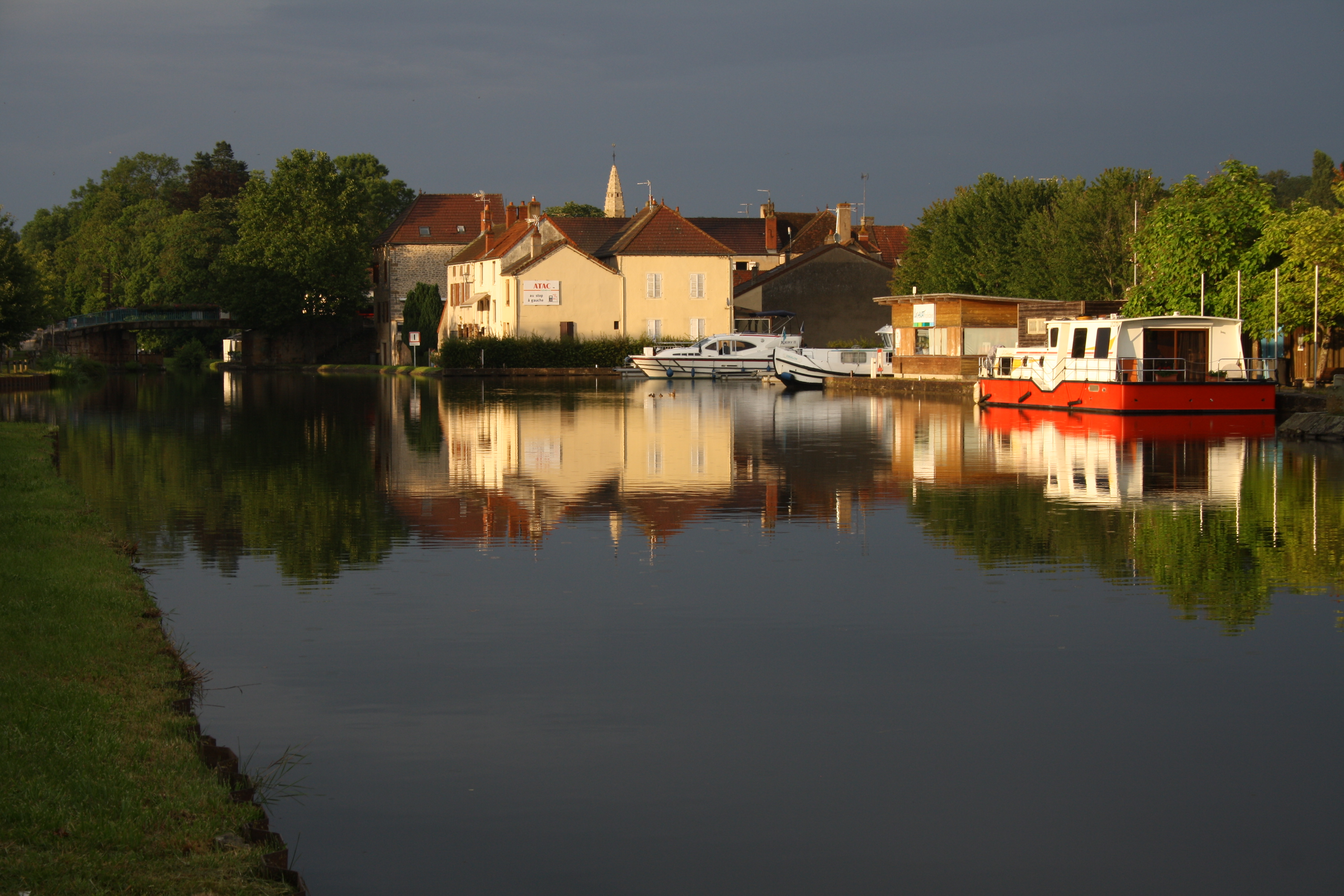
Hafen am Canal du Centre

Sehenswert ist die romanische Kirche Saint-Léger aus dem 12. Jahrhundert mit einem achteckigen Glockenturm aus dem 15. Jahrhundert. Sie wurde Mitte des 19. Jahrhunderts erweitert und Ende des 20. Jahrhunderts restauriert.
Das Schloss am rechten Ufer des Kanals wurde ursprünglich im 13. Jahrhundert errichtet. Von der ursprünglichen Funktion als Burg sind nur ein Turm über einem Eingang, Spuren einer Zugbrücke und eine Schießscharte in der Nähe des Turms übrig geblieben.
Die ehemalige Ziegelei Perrusson-Desfontaines wurde 1866 von Jean-Marie Perrusson gebaut. 1958 stellte sie ihren Betrieb ein. Von den Gebäuden existieren nur noch die ehemaligen Büros, deren Fassaden, Böden und Decken reich von produzierter Keramik verziert sind. Die Bürogebäude sind seit 2014 als Monument historique eingeschrieben.

## Partnergemeinde
- Profondeville, Belgien

## Wirtschaft und Infrastruktur
Bis ins 19. Jahrhundert war Saint-Léger-sur-Dheune landwirtschaftlich geprägt. Mit der Kanal- und Eisenbahnanbindung kam es zur Vermarktung lokaler Erzeugnisse, wie z. B. Kohle.
Der Bahnhof von Saint-Léger-sur-Dheune liegt an der Bahnstrecke Nevers–Chagny und wird im Regionalverkehr durch TER-Züge bedient.

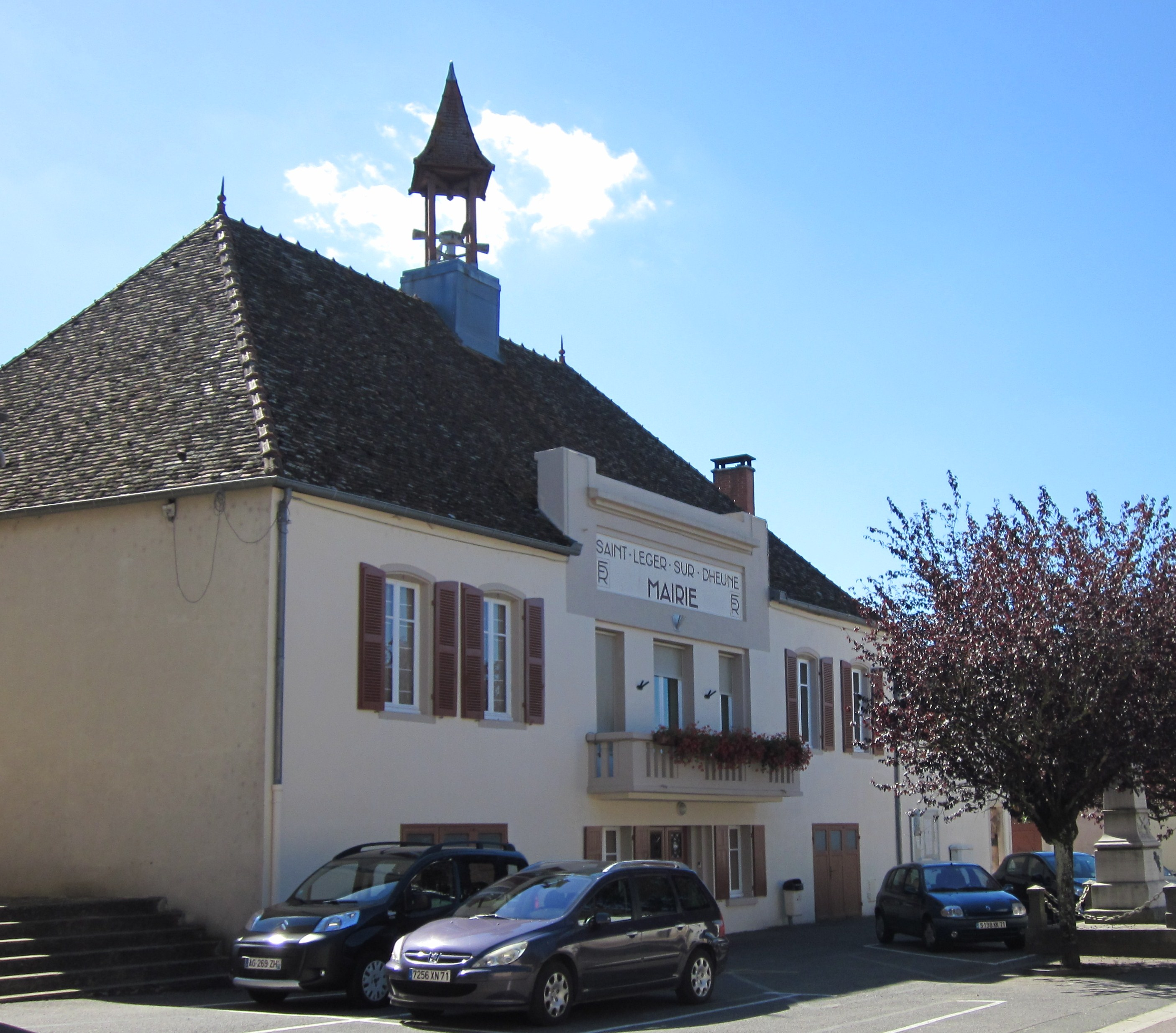
Mairie (Bürgermeisteramt)
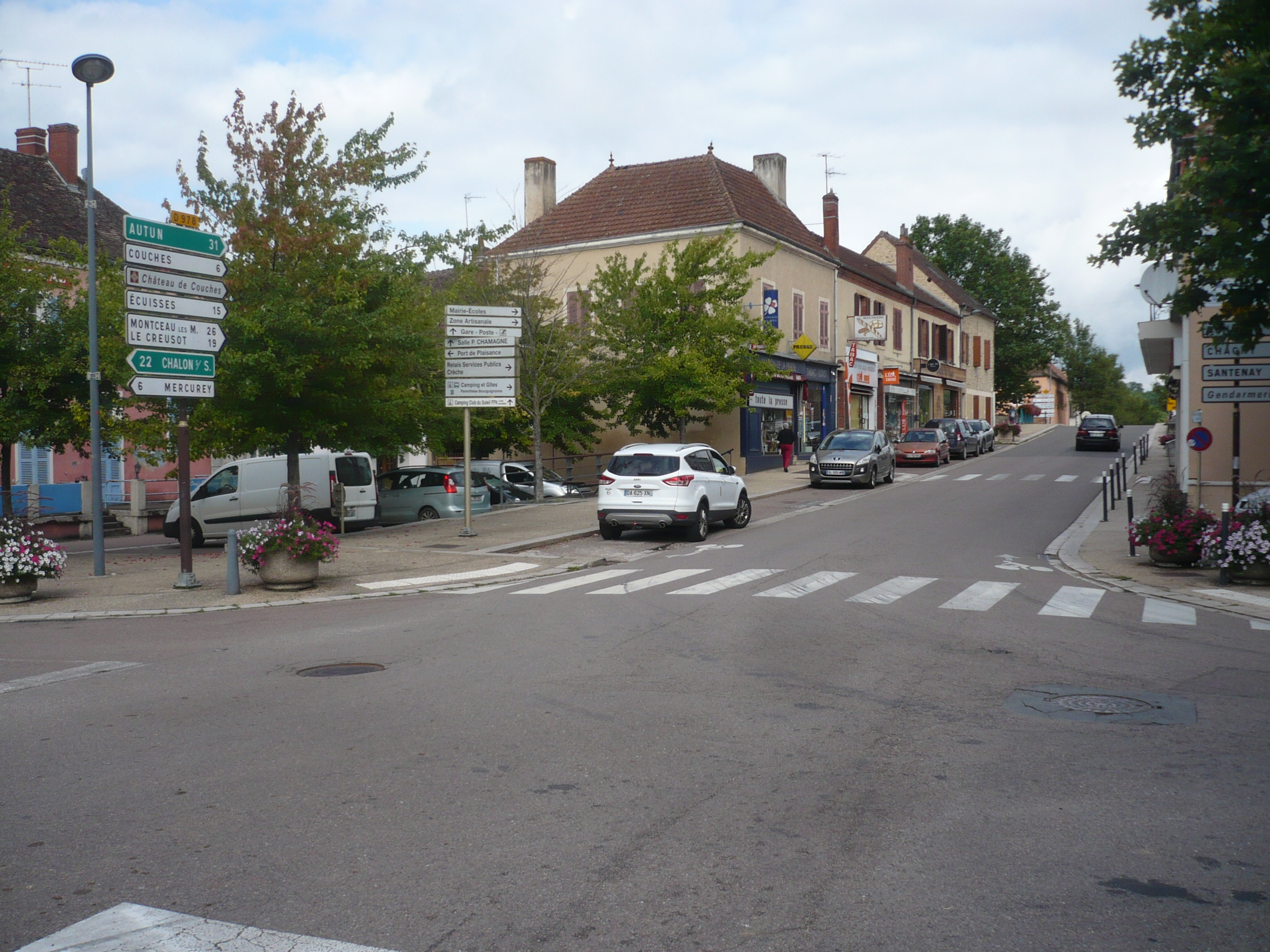
Rue du Pont in der Ortsmitte
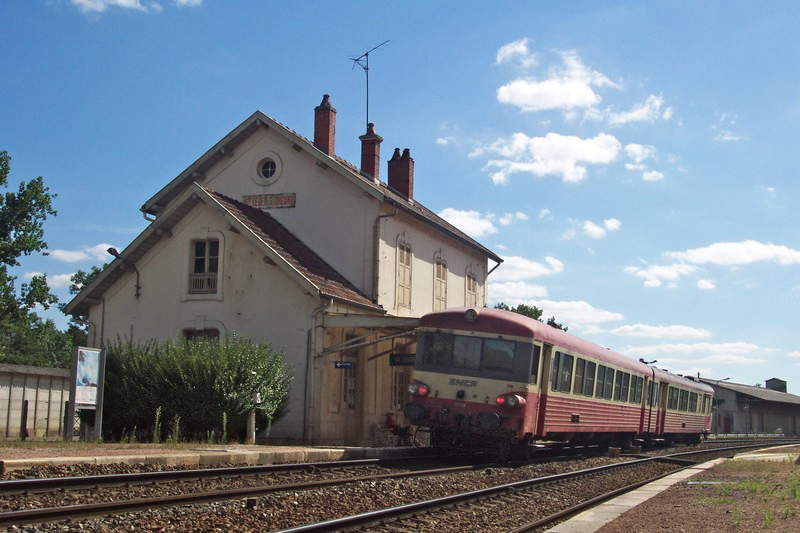
Bahnhof mit „Caravelle“-Dieseltriebzug (2005)